# Експериментална археологија
Експериментална археологија је метода истраживања која покушава да створи и тестира археолошке хипотезе, обично репродукцијом метода које су се користиле у древним културама како би обављали различите задатке или подвиге. Она обухвата велики број метода, техника, анализа, и приступа, заснованих на археолошком изворном материјалу, као што су древне грађевине или артефакти .
То се разликује од употребе примитивних технологија без икакве бриге за археолошка или историјска истраживања. Жива историја и историјска реконструкција, које су углавном хоби, нису академске дисциплине.
Један од главних облика експерименталне археологије је стварање копија историјских објеката, коришћењем само историјски тачне технологије. У последњих неколико година, експериментална археологија је приказана у неколико телевизијских емисија, као што су Би-Би-Си-јева "Изградња немогућег" и Пи-Би-Ес-ове "Тајне изгубљених империја". Најпознатији су покушаји да се направе реплике Леонардо да Винчијевих дизајна, као што је његово оружано борбено возило из 15. века.

## Примери
Неки од примера експерименталне  археологије су:
- Кон-Тики (1947), сплав који је направио Тор Хеиердахл, који је пловио од Перуа до Полинезије да демонстрира могућност културне размене између Јужне Америке и Полинезијских острва.
- Покушаји да се превези велико камење као оно које се користило у Стоунхенџу, користећи само технологије које су биле на располагању у то време.
- Реконструкција делова Хадријановог зида, спроведена у ограниченом времену од стране локалних волонтера.
- Грчка трирема је реконструисана користећи вештине морнара, из планова и археолошких остатака. Успешно је испловио на море.
- Покушаји да се произведе челик који има све карактеристике дамаског челика, чије су оригиналне произвоџачке технике заборављење.
- Дворац Гуеделон, пројекат средњовековне изграње у Француској.
- Озарк средњовековна тврђава, пројекат сличан Гуеделону.
- Маркус Јункелман је направио римску опрему за различите музеје. Он ју је такође тестирао и анализирао. Његови експерименти укључују и прелазак групе легионара у пуној опреми преко Алпа.
- Реконструкција Галилеовог експеримента: стрме равни.
- Реконструкција Ломоносовог открића Венерине атмосфере.[4]
- Изградња монашке заједнице према плану из 9. века.

## Варијације
Друге врсте експерименталне археологије могу подразумевати закопавање модерних реплика артефакте током неодређеног времена, за анализу пост-депозиционалних ефеката на њима.
Експериментални археолози су опремили савремене професионалне месаре, стрелце и дрвосече са репликама кременог алата, да би проценили колико би ефикасне биле. Трагова коришћења на модерном кременом алату се упоређује са сличним траговима на археолошким артефактима. Ручне секире су се показале посебно ефективним у сечењу животињског меса и одвајању од костију.
Другу област експерименталне археологије илуструје студија кресања камена код других примата. Она је показала да су бонобо мајмуни у у стању да производе модификована језгара и љуспице камења које су морфолошки сличне раним индустријама у источној Африци.

## Популарна култура
Популарност експерименталне археологје се види у томе што је она приказана у неколико популарних телевизијских емисија:
- Би-Би-Си серија "Живот у прошлости" (1978) је рекоструисала живот у Гвозденом добу помоћу 15 волонтера током 13 месеци.
- Дискавери канал емитује серију "Ја, пећински човек"[6] и "Ја, пећински човек: Велики лов."[7]
- Емисија Дискавери канала "Колонија"[8] је у 1. и 2. сезони приказивала елементе експерименталне археологије.
- На емисији "Разоткривачи митова" често се спроводи експериментална археологија како би се тестирала ефикаснотст митских древних оружја, попут Архимедов зрака смрти. Такође се тестирају способности познатих оружја.
- Би-Би-Си има неколико емисија које реконструјишу прошлост, попут: Фарма из доба Тјудора, Викторијанска апотека, Викторијанска фарма, Едвордијанска фарма, Фарма из доба рата.